# کارنی (آریزونا)
کارنی (به انگلیسی: Kearny) شهری در شهرستان پینال ایالت آریزونا است که در سرشماری سال ۲۰۱۰ میلادی، ۱٬۹۵۰ نفر جمعیت داشته است. کرنی، به‌طور رسمی در تاریخ ۱۹۵۹ میلادی به‌عنوان یک شهر شناخته شد.